# Rivellia flagellaris
Rivellia flagellaris är en tvåvingeart som beskrevs av Frey 1934. Rivellia flagellaris ingår i släktet Rivellia och familjen bredmunsflugor. Inga underarter finns listade i Catalogue of Life.